# Hins (Alta Garona)
Hins (en francès His) és un municipi francès situat al departament de l'Alta Garona i a la regió d'Occitània.